# Geburtshaus von Giuseppe Verdi

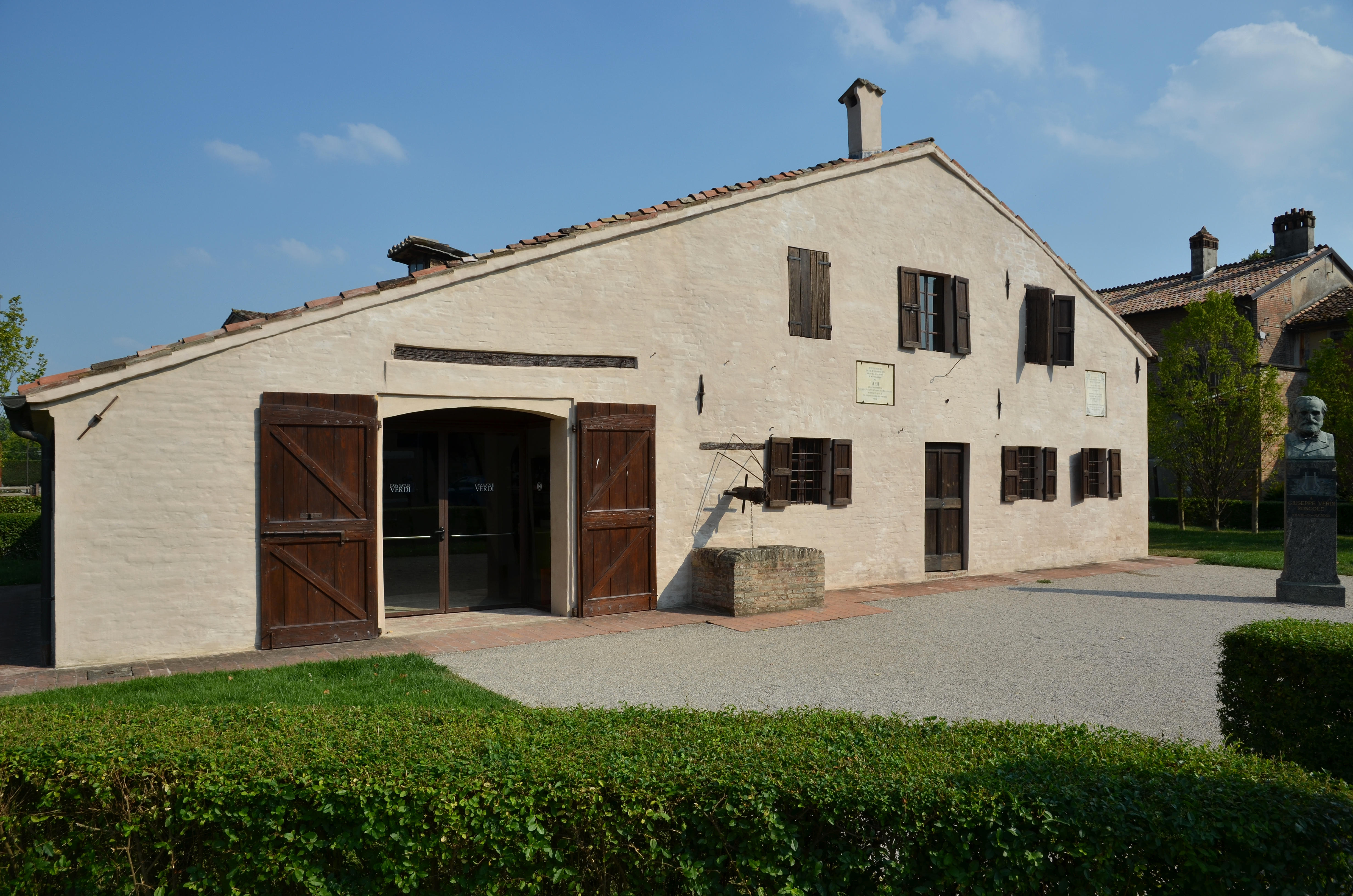
Geburtshaus von Giuseppe Verdi in Roncole Verdi

Das Geburtshaus von Giuseppe Verdi befindet sich in der Via della Processione 1 im Ortsteil Roncole Verdi der Gemeinde Busseto in der italienischen Region Emilia-Romagna. Dort wurde am 10. Oktober 1813 der berühmte Komponist geboren. Heute ist es ein Museum.

## Geschichte
Giuseppe Antonio und Francesca Verdi mieteten das baufällige Gebäude 1781, um im Erdgeschoss eine Osteria einzurichten und das Obergeschoss als Wohnung zu nutzen. Aus diesem Grunde ließen sie 1783 einige Umbauarbeiten an dem Haus durchführen. Nach dem Tod von Giuseppe 1798 übernahm dessen Sohn Carlo die Osteria und heiratete 1805 Luigia Uttini, eine junge Spinnerin.
Am 10. Oktober 1813, dem Patronatsfest der Diözese Donnino di Fidenza, gebar Luigia Verdi um 20.00 Uhr den kleinen Giuseppe, der von Kindheit an herausragende musikalische Fähigkeiten zeigte, sodass sein Vater 1821 ihm ein gebrauchtes Spinett schenkte, das er vom Rektor des benachbarten Klosters Madonna dei Prati gekauft hatte. Auf diesem Instrument übte der künftige Komponist die ersten Jahre unter Anleitung von Pietro Baistrocchi dem alten Organisten der benachbarten Kirche San Michele Arcangelo, dessen Posten er 1823 einnahm.
Carlo Verdi kaufte bei Antonio Barezzi, einem Grossisten und Drogisten aus Busseto, sowie großem Musikliebhaber, ein; dieser liebte die Musik so, dass er 1816 die Philharmoniker von Busseto gegründet hatte. Dank ihm zog der junge Giuseppe nach Busseto um und kam mit Ferdinando Provesi, dem Direktor der örtlichen Musikschule und Organist des Collegiata di San Bartolomeo Apostolo, in Kontakt. Derselbe Barezzi, der 1836 der Schwiegervater Giuseppe Verdis werden sollte, nahm ihn in seinem Haus auf und finanzierte seine Studien in Mailand.
1872 ließen die Markgrafen Pallavicini, damals Eigentümer des Gebäudes, die erste steinerne Erinnerungstafel an der Fassade anbringen, die ihre Absicht angab, das Haus, in dem der Komponist geboren war, nicht zu verändern. Später wurden weitere Erinnerungstafeln angebracht und 1913, zum 100. Geburtstag des Meisters, wurde die Bronzebüste von Giuseppe Verdi fertiggestellt, die Giuseppe Cantù anfertigte.
Das bescheidene Gebäude, das zwischenzeitlich zum Nationaldenkmal erklärt und zum Museum geworden war, wurde 2001 unter der Leitung des Architekten Pierluigi Cervellati teilweise umgebaut, erfuhr aber in den Jahren 2013 und 2014 einen radikalen Eingriff zur Reparatur und Restaurierung, wobei auch einige der vermutlich originalen Möbel ersetzt wurden, die vollständig verloren gegangen waren, und auch Multimedia installiert wurde.

## Beschreibung

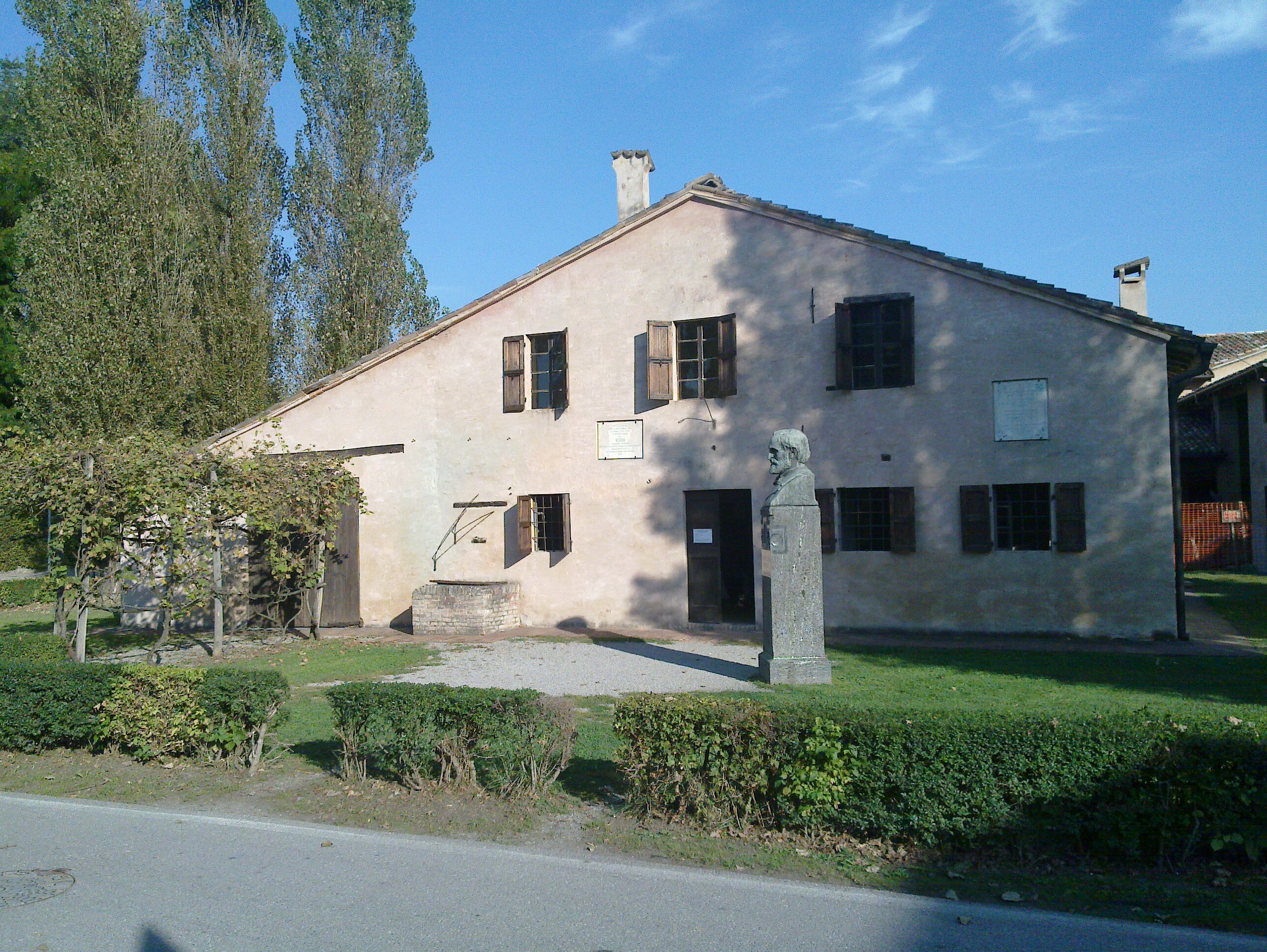
Fassade

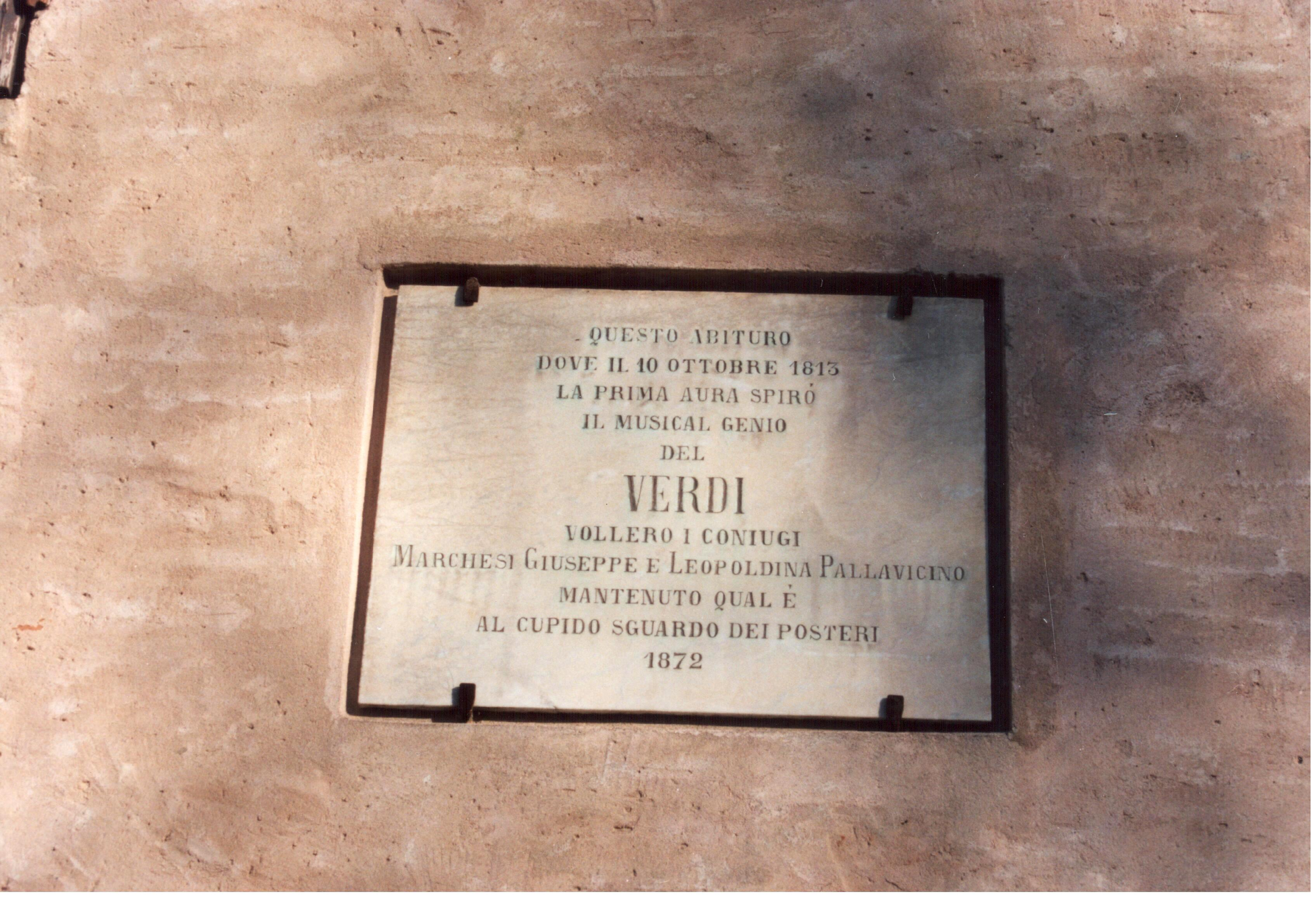
Steinerne Erinnerungstafel, angebracht von den Markgrafen Pallavicino

Das Gebäude, das seit der Zeit, in der Giuseppe Verdi dort lebte, unverändert blieb, zeigt noch die Eigenschaften eines bescheidenen bäuerlichen Hauses aus dem 19. Jahrhundert, extrem ärmlich in der Ausführung und Ausstattung.
Außen fällt an der Fassade das Fehlen jeglicher Verzierung und jeglicher Symmetrie auf, was man insbesondere an den beiden Dachflächen unterschiedlicher Länge sieht. Zahlreiche Fenster, klein und vergittert, um die Fenstersteuer zu verringern, mit der Anfang des 19. Jahrhunderts die Hausbewohner belastet wurden, punktieren die Hauptfassade, in deren Mitte sich der Eingang zur ehemaligen Osteria befindet. In der Nähe, im Inneren des kleinen Gartens vor dem Gebäude, befindet sich die Büste Verdis, die 1913 aufgestellt wurde. Auf der linken Seite gibt es ein breites Eingangstor zu den Nebenräumen, die ursprünglich als Unterstand für den Wagen, das Pferd, die Schweine, die Hühner, das Heu, den Ofen und den Wäschekessel dienten.

## Rundgang

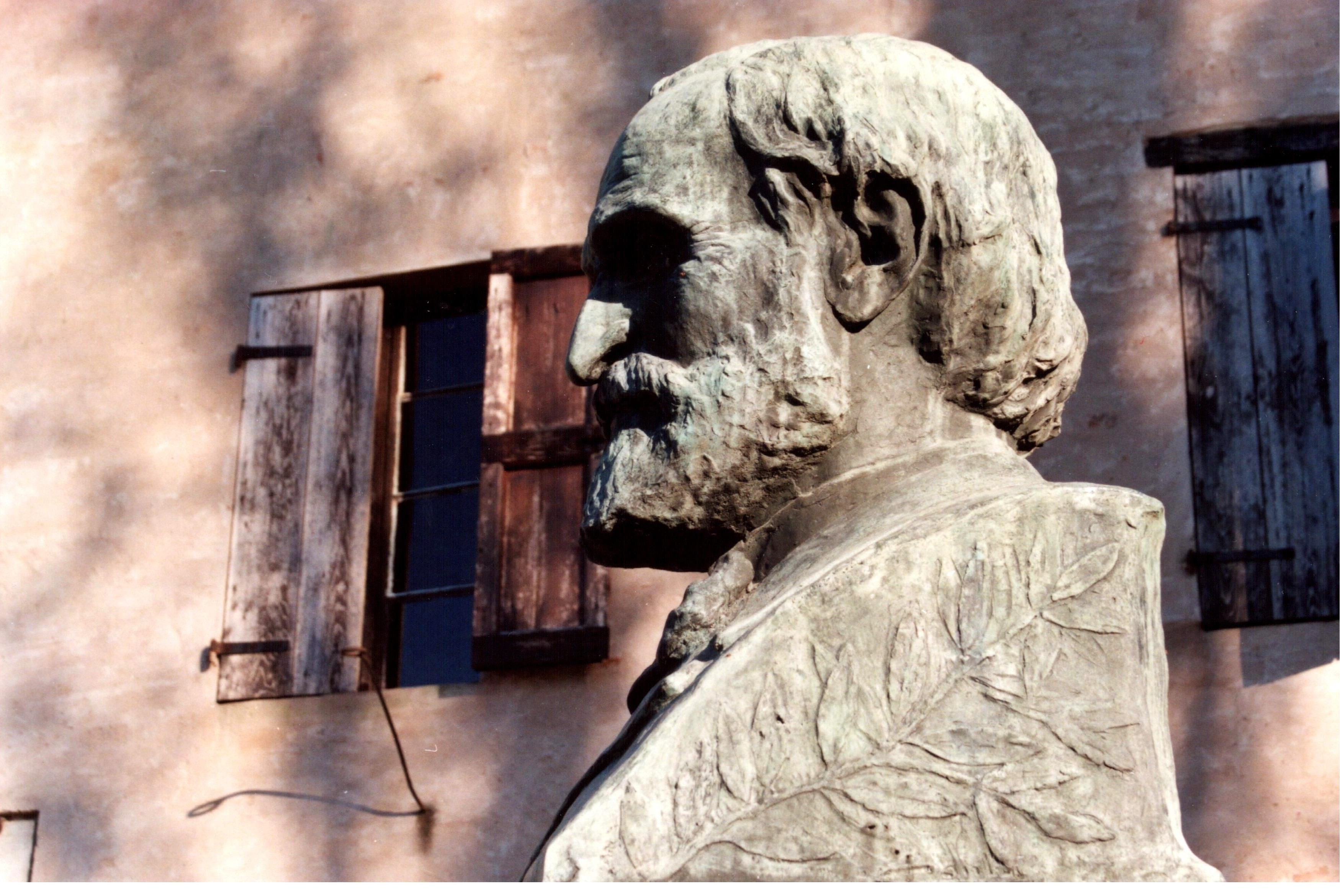
Die Büste von Giuseppe Verdi vor dem Eingang

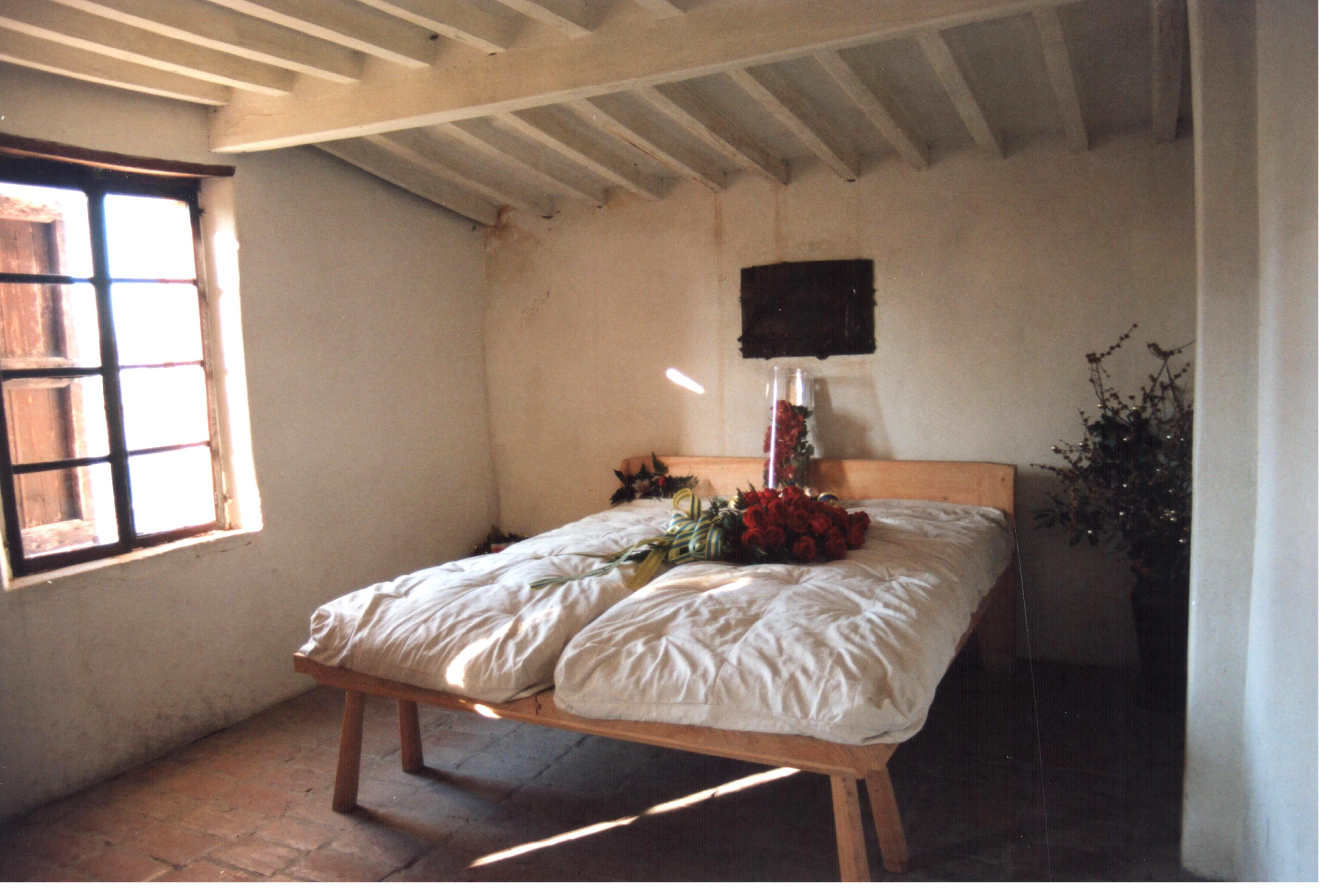
Eine der Schlafkammern

Nach der Restaurierung 2014 wurde der Rundgang durch das Museum durch neue Multimediatechniken bereichert, die es durch Geräusche und Schattenrisse ermöglichen, die Atmosphäre wieder zu schaffen, die herrschte, als Giuseppe Verdi in diesem Haus ein Kind war.
Im Erdgeschoss tritt man in den bescheidenen Windfang ein, der später zum Eintrittskartenverkauf wurde. Daneben liegen die alte Küche und die Osteria mit dem großen Tisch in der Mitte und dem offenen Kamin. Auf der anderen Seite sind der Keller und – über ein paar Stufen erreichbar – der alte Pferdestall untergebracht.
Eine schmale Treppe führt ins Obergeschoss, wo sich die Schlafzimmer mit einfachen Dachschrägen, gehalten von Sichtbalken, befinden. In einer der bescheidenen Kammern, ausgestattet mit Betten und sehr wenigen anderen Möbeln, wurde Giuseppe Verdi 1813 geboren.